# Eeklo
Eeklo is een stad in de Belgische provincie Oost-Vlaanderen. Deze stad in het centrum van de regio Meetjesland telt ruim 22.000 inwoners, die Eeklonaars of Eeklonaren worden genoemd.
Eeklo is de hoofdstad van bestuurlijk arrondissement Eeklo en wordt gezien als centrum van de toeristische regio Meetjesland. Het kreeg stadsrechten in 1240, onder Johanna van Constantinopel.
Het provinciaal domein Het Leen bevindt zich ook voor een deel op Eekloos grondgebied.

## Naam
De naam kan gesplitst worden in twee delen: eke en lo. Het eerste deel verwijst naar de eik, terwijl lo een bosje dat op zandgrond gelegen is aanduidt. Oude spellingswijzen waren ‘Ekeloo’ en later ‘Eeckloo’.
De naam Eeklo verwijst dus naar een op zandgrond gelegen eikenbos, of dat gekenmerkt werd door een opvallende eik. Gelegen langs de weg boven op de zandrug die de streek doorkruist van west naar oost, vormde dit een duidelijk herkenningspunt voor de reizigers. Zo werd de benaming eke-lo een plaatsaanduiding. 
Het Engelstalige toponiem Oakley, zoals de plaats Oakley in Buckinghamshire, heeft eenzelfde oorsprong en is een afleiding van Oak-lea, een open plek tussen eiken.

## Geschiedenis

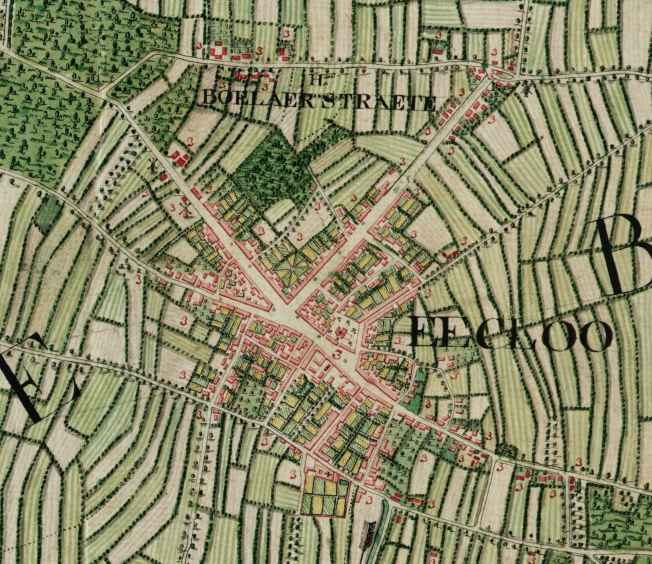
Eeklo in de jaren 1770

In 1240 ontvangt Eeklo stadsrechten. De stad behoort dan toe aan de graven van Vlaanderen, die in Eeklo een jachtdomein hebben. Binnen het Graafschap Vlaanderen maakt Eeklo deel uit van het Brugse Vrije. Er zijn eveneens handelsbetrekkingen met Gent. Het is de lakenweverij die het nieuwe stadje in die tijd aanzien geeft. De stadskeure geeft Eeklo een eigen rechtspraak en legt het grondgebied vast. Tot 1626 hoort daar ook Lembeke bij, dan wordt Eeklo in leenpand gegeven aan adellijke families, en dat blijft zo tot einde van het ancien régime (1789).
Tijdens de godsdienstoorlogen van de 16de eeuw belandt Eeklo in de frontlijn tussen het protestantse noorden en het katholieke zuiden en er worden zware verwoestingen aangericht. De bevolking vlucht en een tijdlang ligt Eeklo er zelfs zo goed als verlaten bij. Dit is een van de redenen waarom de stad nog weinig middeleeuwse gebouwen telt.
Na de pacificatie herleeft Eeklo stilaan en wordt de draad van de textielmanufactuur heropgenomen. In de 19de eeuw vormt dit de basis voor een industrialisatieproces, dat gelijkloopt met de promotie van Eeklo tot administratieve en kerkelijke hoofdstad van het Meetjesland, na de scheiding der Nederlanden. Uit deze periode stammen de neogotische gebouwen, en rijen van werkmanshuisjes die nog steeds het straatbeeld mee bepalen. Naast de textielindustrie kende Eeklo tussen 1900 en 1970 eveneens een bloeiende meubelindustrie. Het cultuurleven bloeit in dezelfde periode op.
Door de delokalisering van de Vlaamse textielsector naar Azië en de teloorgang van de Eeklose meubelindustrie (maar ook Brouwerij Krüger) is de grote industrie weggetrokken en pas in de jaren 90 deels vervangen door agro-industrie. Eeklo heeft momenteel een functie als subregionaal centrum van tewerkstelling, handel en diensten, met een uitgebreid zorg- en onderwijsaanbod.

## Geografie

### Kernen
Eeklo bestaat uit slechts één deelgemeente (aangeduid met I op de kaart). Hoewel Balgerhoeke een vrij grote kern is, kan het niet als deelgemeente worden gezien omdat het nooit een zelfstandige gemeente geweest is. De kern Balgerhoeke is aangeduid met II op de kaart.
Door de beperkte grootte van het grondgebied telt Eeklo maar weinig verspreide gehuchten. Bus en Pokmoere zijn nog afzonderlijke gehuchten. In het meer landelijke noorden liggen nog een paar kleinere groeperingen van huizen. Naast het centrum van Eeklo hebben ook de wijken Sint-Jozef in het westen en Oostveld in het oosten een eigen parochie. In het westen van Eeklo ligt op de grens met Adegem de oude wijk Raverschoot.
In 1977 werd een deel van de toenmalige gemeente Adegem aangehecht zodat de westgrens nu helemaal het Schipdonkkanaal volgt.

I:Eeklo II:Balgerhoeke

### Buurgemeenten
De stad Eeklo grenst aan volgende (deel)gemeenten:
- a. Kaprijke
- b. Lembeke (Kaprijke)
- c. Waarschoot (Lievegem)
- d. Oostwinkel (Lievegem)
- e. Adegem (Maldegem)
- f. Sint-Laureins

## Bereikbaarheid
Eeklo is bereikbaar met het openbaar vervoer. Het station Eeklo van de NMBS ligt op de lijn Gent-Eeklo. Richting Maldegem wordt de oude spoorlijn nog gebruikt door historische treinen in het kader van het museum Stoomtrein Maldegem-Eeklo. Busverbindingen worden verzorgd door De Lijn.
De stad ligt ten zuiden van de expresweg E34 Antwerpen-Knokke, en wordt momenteel doorkruist door de N9 Brussel-Oostende, al is de ringweg R43 in aanleg.

## Politiek

#### Bestuur 2013-2018
Burgemeester bleef Koen Loete (CD&V). Hij leidde een coalitie bestaande uit CD&V, sp.a-Groen en Open Vld. Samen vormden ze de meerderheid met 16 op 27 zetels. Het college van burgemeester en schepenen van Eeklo bestond uit de burgemeester, 6 schepenen en de voorzitter van het OCMW als toegevoegde schepen.

#### Bestuur 2019-2024
Burgemeester werd Luc Vandevelde (SMS Eeklo). Hij gaf eerst leiding aan een coalitie bestaande uit SMS Eeklo, Open Vld en Groen. Samen vormden ze een nipte meerderheid met 14 op 27 zetels. In augustus 2021 trok Groen zich echter terug uit de coalitie, nadat een schepen uit de partij was overgestapt naar Vooruit. Vervolgens werd in september 2021 een coalitie gevormd bestaande uit SMS Eeklo, CD&V en N-VA, die beschikten over 18 van de 27 zetels.

#### Bestuur 2024-2030
Burgemeester werd opnieuw Koen Loete (CD&V). Zijn lijst Team 9900 Stadslijst ― een kartel van CD&V, Open Vld en Groen ― vormde een bestuur met Vooruit. De twee partijen beschikken over een nipte meerderheid van 14 op 27 zetels.

### Resultaten gemeenteraadsverkiezingen sinds 1976
| Partij               | Partij                                                      | 10-10-1976 | 10-10-1976 | 10-10-1982 | 10-10-1982 | 9-10-1988 | 9-10-1988 | 9-10-1994 | 9-10-1994 | 8-10-2000 | 8-10-2000 | 8-10-2006 | 8-10-2006 | 14-10-2012 | 14-10-2012 | 14-10-2018 | 14-10-2018 | 14-10-2024 | 14-10-2024 |
| Stemmen / Zetels     | Stemmen / Zetels                                            | %          | 25         | %          | 25         | %         | 25        | %         | 25        | %         | 25        | %         | 25        | %          | 27         | %          | 27         | %          | 27         |
| -------------------- | ----------------------------------------------------------- | ---------- | ---------- | ---------- | ---------- | --------- | --------- | --------- | --------- | --------- | --------- | --------- | --------- | ---------- | ---------- | ---------- | ---------- | ---------- | ---------- |
|                      | SP1/ sp.a-spirit2/ sp.a-GroenB/ sp.a3/ Vooruit4             | 15,21      | 3          | 19,281     | 5          | 18,51     | 5         | 13,861    | 3         | 11,021    | 2         | 11,242    | 2         | 14,93B     | 4          | 4,973      | 0          | 11,34      | 3          |
|                      | Agalev1/ Groen!2/ sp.a-GroenB/ Groen3/ Team9900-StadslijstC | -          |            | 7,081      | 1          | 9,11      | 2         | 9,331     | 2         | 13,581    | 3         | 9,712     | 2         | 14,93B     | 4          | 13,233     | 4°         | 35,3C      | 11         |
|                      | PVV1/ VLD2/ Open VLD3/ Team9900-StadslijstC                 | 23,611     | 6          | 20,451     | 5          | 19,291    | 5         | 20,32     | 6         | 35,522    | 9         | 19,952    | 5         | 10,513     | 2          | 14,543     | 4          | 35,3C      | 11         |
|                      | CVP1/ CD&V+N-VA/ELDA/ CD&V+3/ CD&V4/ Team9900-StadslijstC   | 36,651     | 11         | 39,11      | 12         | 41,551    | 12        | 40,321    | 13        | 39,881    | 11        | 46,09A    | 13        | 31,283     | 10         | 19,334     | 6          | 35,3C      | 11         |
|                      | VU1/ CD&V+N-VA/ ELDA/ N-VA2/ Durf! N-VA/SMS&MEERD           | -          |            | 6,651      | 1          | 6,591     | 1         | -         |           | -         |           | 46,09A    | 13        | 20,362     | 6          | 17,942     | 6°         | 30,3D      | 9          |
|                      | Stad Met Stijl Eeklo1/ Durf!D                               | -          |            | -          |            | -         |           | -         |           | -         |           | -         |           | 15,841     | 4          | 20,031     | 6          | 30,3D      | 9          |
|                      | Vlaams Blok1/ Vlaams Belang2                                | -          |            | -          |            | -         |           | 4,171     | 0         | -         |           | 13,022    | 3         | 7,072      | 1          | 6,992      | 1          | 16,72      | 4          |
|                      | EEKLO                                                       | -          |            | -          |            | -         |           | 7,67      | 1         | -         |           | -         |           | -          |            | -          |            | -          |            |
|                      | ED                                                          | -          |            | 7,44       | 1          | 4,97      | 0         | -         |           | -         |           | -         |           | -          |            | -          |            | -          |            |
|                      | CVD                                                         | 20,1       | 5          | -          |            | -         |           | -         |           | -         |           | -         |           | -          |            | -          |            | -          |            |
| Anderen(*)           | Anderen(*)                                                  | 4,44       | 0          | -          |            | -         |           | 4,34      | 0         | -         |           | -         |           | -          |            | 2,96       | 0          | 6,4        | 0          |
| Totaal stemmen       | Totaal stemmen                                              | 13685      | 13685      | 13826      | 13826      | 13880     | 13880     | 14120     | 14120     | 14132     | 14132     | 14641     | 14641     | 14544      | 14544      | 14916      | 14916      | 8867       | 8867       |
| Opkomst %            | Opkomst %                                                   |            |            |            |            | 93,63     | 93,63     | 92,85     | 92,85     | 92,44     | 92,44     | 93,73     | 93,73     | 91,43      | 91,43      | 91,8       | 91,8       | 53,7       | 53,7       |
| Blanco en ongeldig % | Blanco en ongeldig %                                        | 4,42       | 4,42       | 4,9        | 4,9        | 4,71      | 4,71      | 5,54      | 5,54      | 5,9       | 5,9       | 4,50      | 4,50      | 5,34       | 5,34       | 5,3        | 5,3        | 1,7        | 1,7        |

De zetels van de gevormde meerderheid staan vetjes afgedrukt. De grootste partij is in kleur.

De rode cijfers naast de gegevens duiden aan onder welke naam de partijen telkens bij een verkiezing opkwamen.

(*) 1976: EDA / 1994: AVE / 2018: EVE / 2024: PRO-Eeklo (4,4%), Progressief Eeklo (2,0%)

° Tijdens de legislatuur verlieten één N-VA'er en 2 Groen-raadsleden hun respectievelijke fractie. Ze zetelden verder als onafhankelijken.

## Demografische ontwikkeling
- Bron:NIS - Opm:1831 t/m 1970=volkstellingen op 31 december; vanaf 1977= inwoneraantal per 1 januari

| Inwoners van jaar tot jaar op 1 januari 1992 tot heden | Inwoners van jaar tot jaar op 1 januari 1992 tot heden | Inwoners van jaar tot jaar op 1 januari 1992 tot heden |
| jaar                                                   | Aantal                                                 | Evolutie: 1992=index 100                               |
| ------------------------------------------------------ | ------------------------------------------------------ | ------------------------------------------------------ |
| 1992                                                   | 19.082                                                 | 100,0                                                  |
| 1993                                                   | 19.107                                                 | 100,1                                                  |
| 1994                                                   | 19.141                                                 | 100,3                                                  |
| 1995                                                   | 19.069                                                 | 99,9                                                   |
| 1996                                                   | 19.101                                                 | 100,1                                                  |
| 1997                                                   | 19.085                                                 | 100,0                                                  |
| 1998                                                   | 19.090                                                 | 100,0                                                  |
| 1999                                                   | 19.015                                                 | 99,6                                                   |
| 2000                                                   | 19.069                                                 | 99,9                                                   |
| 2001                                                   | 18.970                                                 | 99,4                                                   |
| 2002                                                   | 19.029                                                 | 99,7                                                   |
| 2003                                                   | 19.061                                                 | 99,9                                                   |
| 2004                                                   | 19.234                                                 | 100,8                                                  |
| 2005                                                   | 19.353                                                 | 101,4                                                  |
| 2006                                                   | 19.535                                                 | 102,4                                                  |
| 2007                                                   | 19.645                                                 | 103,0                                                  |
| 2008                                                   | 19.815                                                 | 103,8                                                  |
| 2009                                                   | 19.940                                                 | 104,5                                                  |
| 2010                                                   | 20.043                                                 | 105,0                                                  |
| 2011                                                   | 20.187                                                 | 105,8                                                  |
| 2012                                                   | 20.274                                                 | 106,2                                                  |
| 2013                                                   | 20.329                                                 | 106,5                                                  |
| 2014                                                   | 20.449                                                 | 107,2                                                  |
| 2015                                                   | 20.551                                                 | 107,7                                                  |
| 2016                                                   | 20.561                                                 | 107,8                                                  |
| 2017                                                   | 20.708                                                 | 108,5                                                  |
| 2018                                                   | 20.890                                                 | 109,5                                                  |
| 2019                                                   | 21.134                                                 | 110,8                                                  |
| 2020                                                   | 21.285                                                 | 111,5                                                  |
| 2021                                                   | 21.549                                                 | 112,9                                                  |
| 2022                                                   | 21.775                                                 | 114,1                                                  |
| 2023                                                   | 22.140                                                 | 116,0                                                  |
| 2024                                                   | 22.401                                                 | 117,4                                                  |
| 2025                                                   | 22.731                                                 | 119,1                                                  |

## Cultureel

### Gebouwen

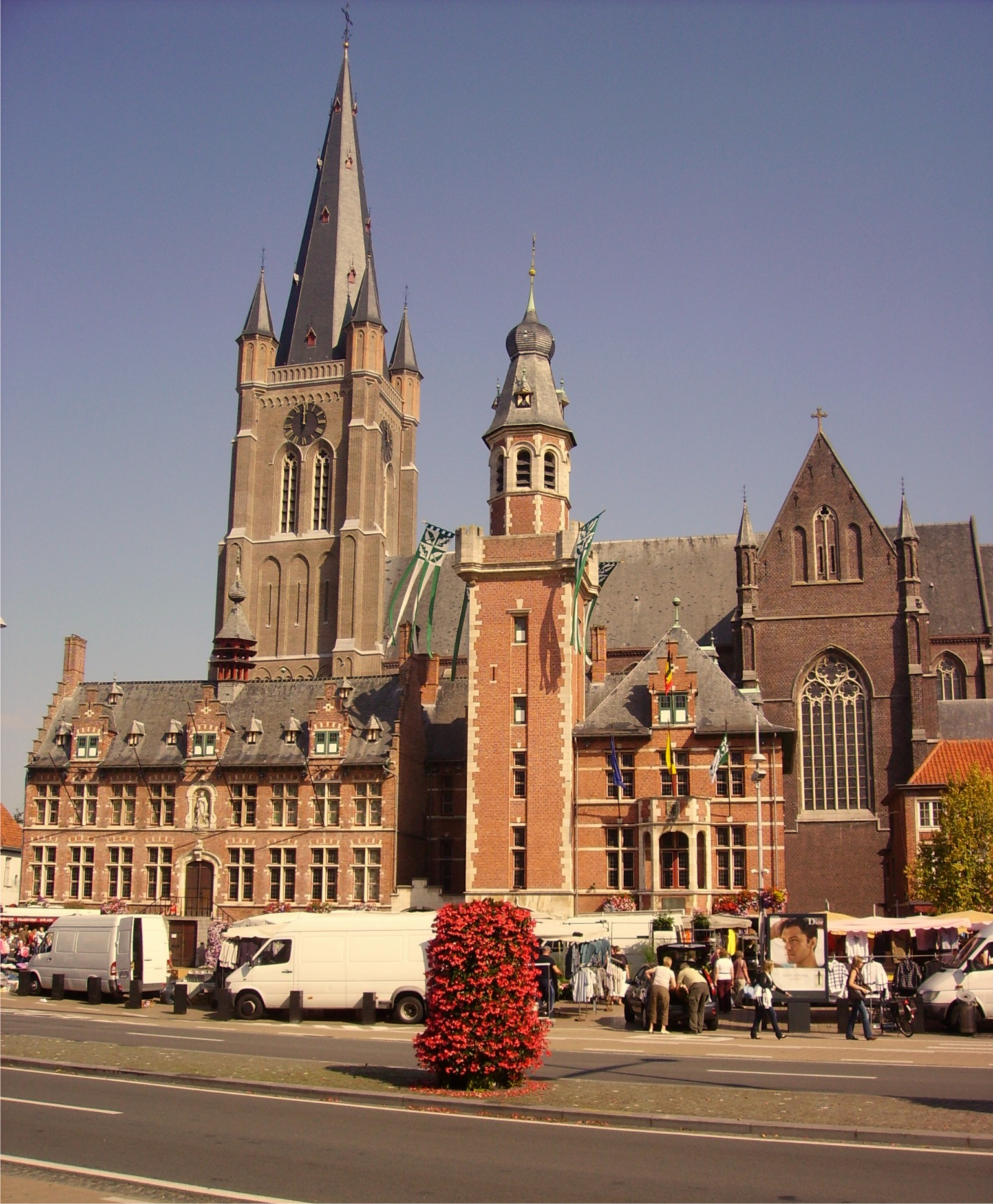
Sint-Vincentiuskerk, met op de voorgrond het stadhuis van Eeklo

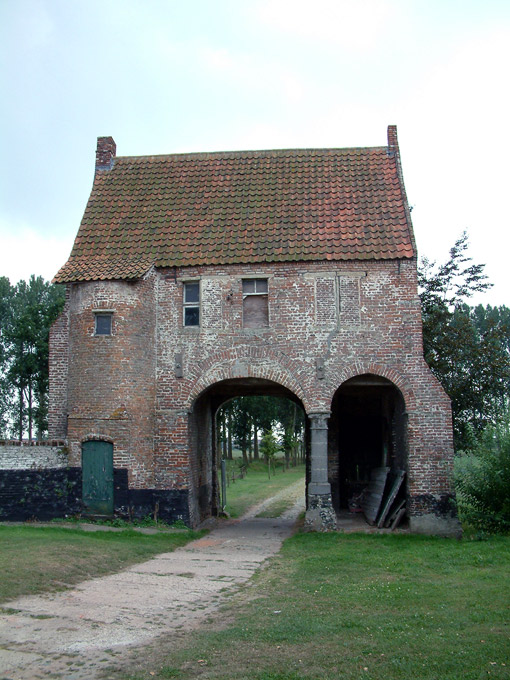
Groot Goed, beter bekend als "Huysmanhoeve"

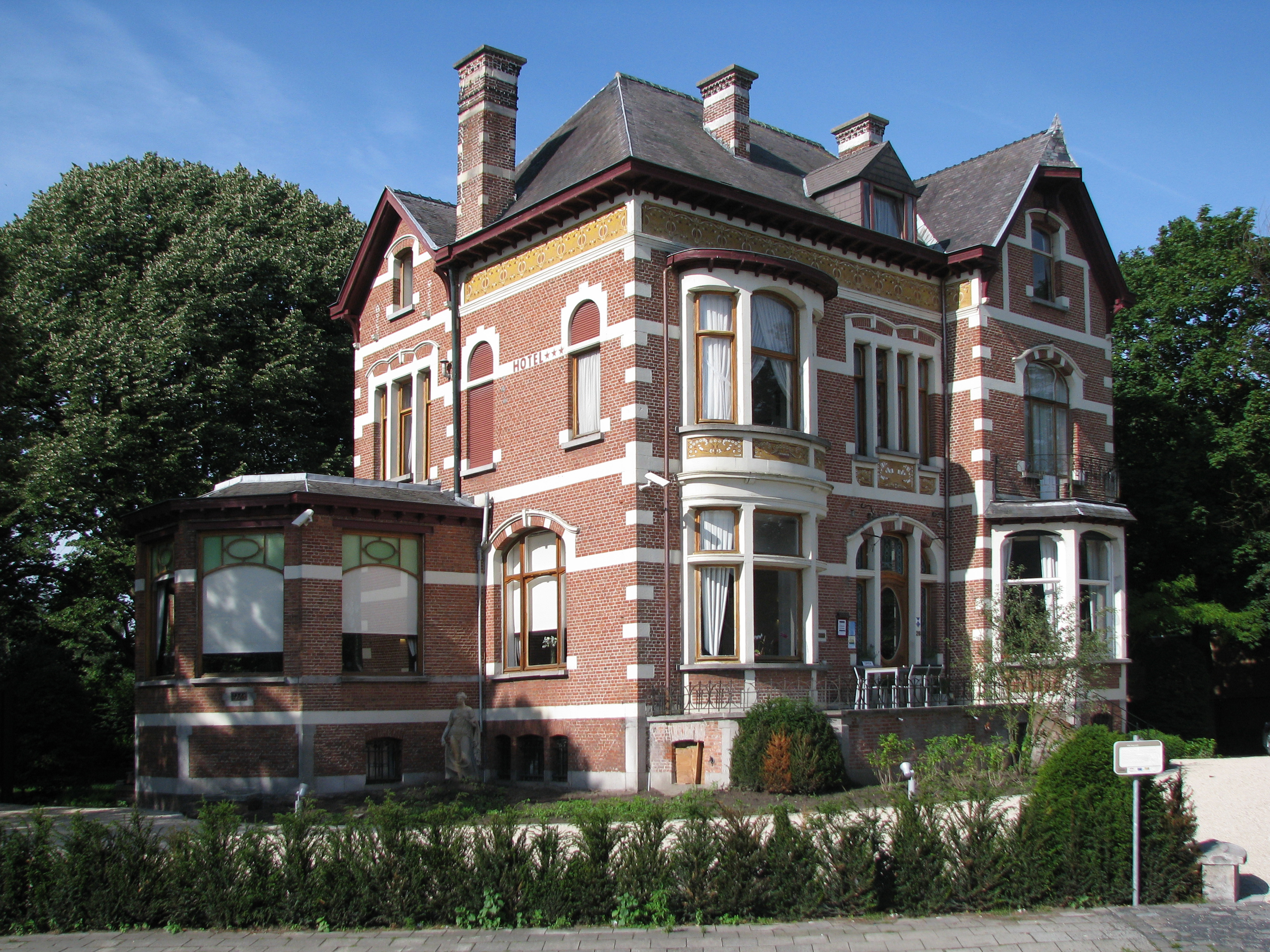
Villa Dageraad

De bekendste monumenten op het grondgebied van de stad Eeklo zijn:
- Stadhuis met belfort; het stadhuis in Vlaamse renaissance is uit de zeventiende eeuw, het belfort uit 1932 dat in 1999 werd toegevoegd aan de UNESCO werelderfgoedlijst, Markt 34
- De 93,4 m hoge Sint-Vincentiuskerk gebouwd in 1878-1883 in neogotische stijl, Kerkplein
- Het neogotische vredegerecht uit 1899, Stationstraat 21 (met Toeristische Dienst op gelijkvloers)
- Het Groot Goed of Huysmanhoeve uit de dertiende eeuw, Bus 1
- Kapel van de Heilig-Hartkliniek of kloosterkapel Sint-Vincentius à Paulo uit 1855 in neogotische stijl, Koning Albertstraat 77
- De Minderbroederskerk of Paterskerk is een hallenkerk uit 1866-1888 in neogotische stijl, Markt
- Villa Dageraad of Hotel Shamon uit 1909 in art nouveau (ontwerp van Paul Cauchie), Gentsesteenweg 28
- Watertoren en pompstation daterend uit 1937 in modernistische stijl, Peperstraat en Waaistraat
- De zeventiende-eeuwse kapel van de Zusters van Liefde of kapel van Onze-Lieve-Vrouw Ten Doorn, Zuidmoerstraat 125
- Klooster uit de achttiende eeuw en congregatiekapel Onze-Lieve-Vrouw Ten Doorn uit 1884 met neogotisch interieur, Zuidmoerstraat 125
- Het rootjen, een groep zeventiende-eeuwse huisjes op de Markt
- Sint-Jan-Baptistziekenhuis en psychiatrisch centrum uit 1905 in neogotische stijl met kapel uit 1914, Oostveldstraat 1
- Heilige Grafkapel, van 1898
- Heldenpark met voormalig landhuis Oakland

Overige beschermde monumenten
- Katholieke Werkmanskring uit 1892 in neogotische stijl, Kaaistraat 32
- Classicistisch herenhuis met rococo-elementen uit 1775, Stationsstraat 4 (huidig Kantoor Fortis - enkel de gevel werd bewaard)
- Neoclassicistisch burgerhuis, Koning Albertstraat 15
- Tabakswinkel met originele winkelpui en interieur, Markt 73
- Gebouwen van AZ Alma - Heilig Hartkliniek aan de Koning Albertstraat - beschermde rechthoekige zaalkapel uit 1855 en aanpalend kloostergebouw
- Café Rubens met origineel interieur en art-nouveaugevel, Koningin Astridplein 10
- Meetjeslandse Bouwmaatschappij - imposante, beschermde herenwoning van 1880, Stationsstraat 58
- Begraafplaats van Eeklo met vooral negentiende-eeuwse grafmonumenten, en oorlogsgraven, Molenstraat
- 9 Fabriek- Woonhuis met voormalige fietsenfabriek uit 1939 in modernistische stijl, Molenstraat 33

Overige historische gebouwen:
- Klooster Monasterium van de Heilige Drievuldigheid of klooster van de Arme Klaren, gebouwd tussen 1890 en 1902, Tieltsesteenweg 22
- Het Streekhuis - Kasteel Oaklands uit 1894 met opengestelde kasteeltuin het Heldenpark, Oostveldstraat 90
- Villa Pinehurst uit 1904, Sportlaan 7, in art-nouveaustijl
- Art-decowoonhuis, Koning Albertstraat 62
- Classicistische paardenposterij uit 1780, Molenstraat 25
- Neogotische woning uit 1886, Molenstraat 52
- Historische hoeve met bedrijfsgebouwen, Pastoor Bontestraat 19
- Imposant neoclassicistisch herenhuis uit het einde van de negentiende eeuw, Patersstraat 43
- Textielfabriek van 1885 (achter historisch gebouw van rond 1800), Paterstraat 38
- Neoclassicistische woningen in de Stationstraat uit het einde van de negentiende eeuw
- Voormalige fabriek Textiles d'Eecloo, Zuidmoerstraat
- Het Jeneverhuis Van Hoorebeke uit 1740, Van Hoorebekeplein
- Verder nog een moderne kerk: Onze-Lieve-Vrouw-Hemelvaartkerk

## Natuur en landschap

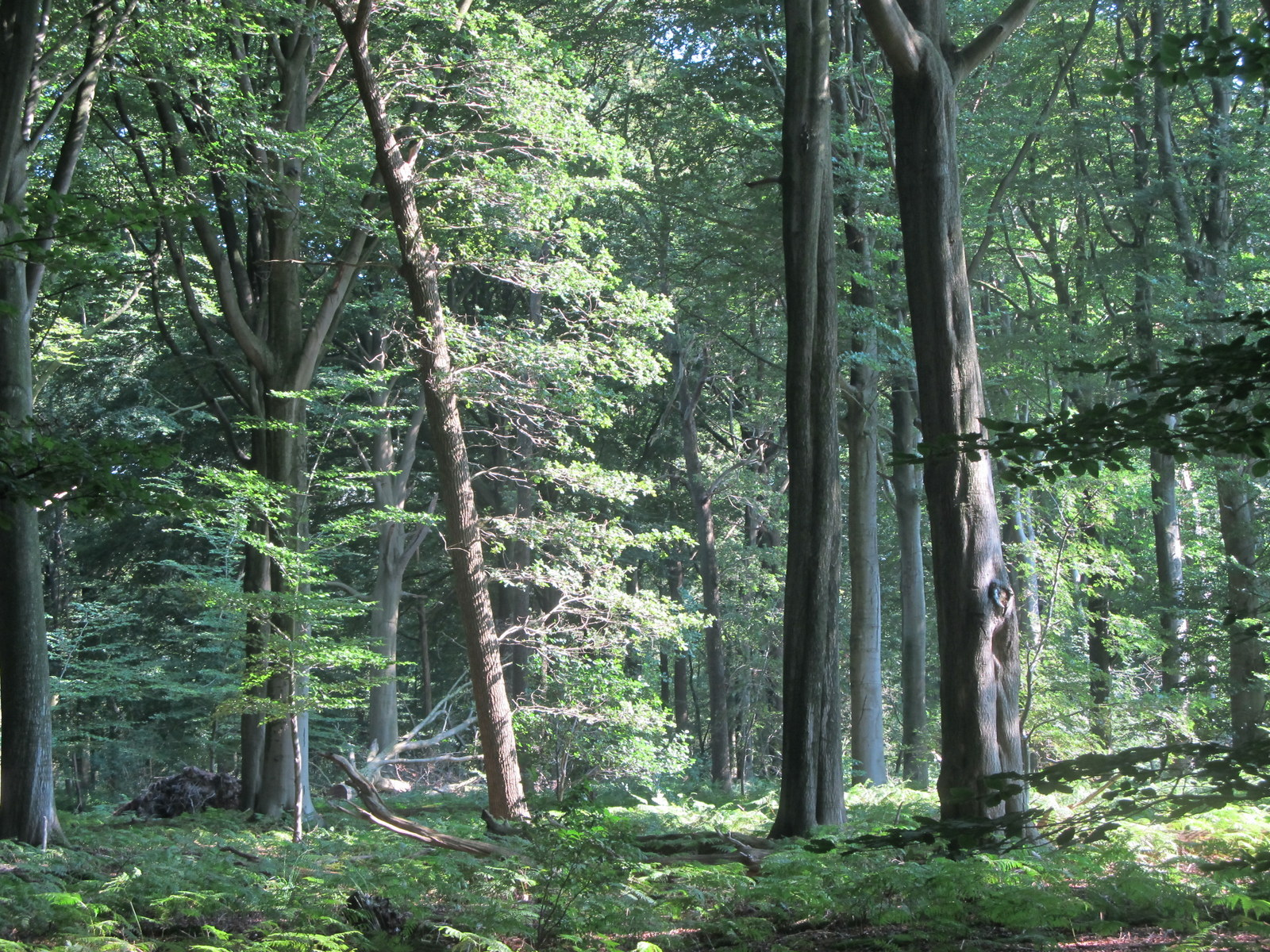
Het Leen

Eeklo ligt in het Meetjesland op een hoogte van ongeveer 6 meter in zandig Vlaanderen, gedeeltelijk op een dekzandrug. Ten noorden van Eeklo gaat het landschap over in een poldergebied. Hier vindt men waterlopen als de Sleepdammewatergang en de Watergang van de Vlotte. Ten westen van Eeklo loopt het Schipdonkkanaal. Eeklo is sterk verstedelijkt en wordt doorsneden door de drukke N9, terwijl ten noorden van Eeklo de expresweg N49 loopt.
Het provinciaal domein "Het Leen" is een provinciaal domein van 225 hectare groot. Het is een voormalige militair domein en dat is merkbaar aan de typische gebouwen, omwalde munitiedepots en paden. Doorheen het domein zijn educatieve wandelingen uitgezet. Daarnaast kan men in het bosinfocentrum meer informatie vinden over Het Leen en zijn fauna en flora. Het domein bevat ook een arboretum waar op 6 hectare een 4600-tal plantensoorten aanwezig zijn.

## Evenementen
- Helden in het park: Op vier zomerse donderdagavonden treden wereldmuziekgroepen op in een feeërieke verlichting in het Heldenpark.
- De Kaaifeesten - de kermis van de wijk 't Kaaiken met onder andere de grootste rommelmarkt van Vlaanderen.
- Het Herbakkersfestival is een gratis festival dat gehouden wordt halverwege de maand augustus. Zie hieronder voor de herkomst van de naam.
- G.P. Stad Eeklo, een internationale veldrit, die elk jaar plaatsvindt in februari.

### De bakker van Eeklo
In de eetkamer van het Muiderslot in het Noord-Hollandse Muiden hangt een schilderijtje met een wat merkwaardige voorstelling. Het is getiteld: De bakker van Eeklo. Van dit schilderijtje bestaat een (slechte) kopie. Op deze kopie stond de naam vermeld van Hieronymus Franken. Later is dat veranderd in onbekende schilder. Op het schilderijtje in het Muiderslot staat: Vlaamse school, 2e helft 16e eeuw.
Achter op de hiervoor genoemde kopie vond men een vodje papier met het volgende opschrift: De legende van de bakker van Eelco. Deze bakker was in het bezit van een vocht, waarmee hij de menselijke hoofden kon insmeren en daarna in den oven doen. Ze werden veranderd naar den wensch van degenen die de koppen aanbrachten. Tegelijkertijd veranderden dan ook de karaktereigenschappen, eveneens volgens wensch. Het bloeden ging hij tegen door een groenen kool op den romp te plaatsen. De legende dateert van plusminus 1540.
In de volkstaal van Vlaanderen treffen we af en toe uitdrukkingen aan die in verband zijn te brengen met bovenstaand verhaal. Men kent bijvoorbeeld de uitdrukking:  Naar Eeklo moet men gaan om zich te laten herbakken.
Er is ook een rijmpje dat zegt: Ik vond daer eenen Eeckloonaer staen, stookt den oven, stookt den oven, zei de Eecklonaer. De originele schimpnaam van de bewoners van Eeklo is ovenstokers. Eeklo was vroeger bekend om zijn pottenbakkersindustrie. Het rijmpje en de schimpnaam verwijzen daarnaar. Maar het herbakken heeft ergens anders mee te maken.
Vlak bij Eeklo ligt de plaats Maldegem. Sinds lange tijd is er grote rivaliteit tussen beide plaatsen. Deze rivaliteit bereikte in 1458 een vroege climax. In dat jaar doodde een man van Eeklo een man van Maldegem. Er kwam een groot en langdurig proces waarbij beide steden waren betrokken. Maldegem won het proces. Enkele burgers van Eeklo werden opgesloten boven in het kasteel van Maldegem. Men was het in Eeklo niet eens met de uitspraak, want volgens oud gebruik moest een inwoner van Eeklo in Eeklo zelf berecht worden. De Eeklonaren drongen het kasteel van Maldegem binnen en bevrijdden de gevangenen. Hertog Filips de Goede greep daarop in. Hij veroordeelde Eeklo tot een zware geldboete en bovendien bepaalde hij dat de inwoners van Eeklo vergiffenis moesten vragen aan die van Maldegem. Dit geschiedde. Een dubbele nederlaag voor Eeklo dus. Daarom zeiden de mensen van Maldegem dat de Eeclonaers dubbel gebakken waren, een opmerking die men ontleende aan het beroep van vele Eeklonaars: pottenbakker.
Onder invloed van de nog steeds voortdurende rivaliteit zijn de uitdrukkingen blijven bestaan, maar het proces is vergeten. Een schilder met veel fantasie heeft misschien van de uitdrukking gehoord en daar een fraaie fantasie van geschilderd. Het is waarschijnlijk geschilderd rond 1570, juist in een tijd dat er een sfeer van verzet (de hervorming) en sarcasme groeide. Men heeft daarom wel gedacht dat de schilder bepaalde toestanden wilde hekelen, maar daartoe ontbreekt elke nadere aanduiding.

## Onderwijs
Eeklo telt 3 secundaire scholen:
- College O.-L.-V.-ten-Doorn (fusie van het Sint-Vincentiuscollege, het Onze-Lieve-Vrouw ten Doorn instituut en het Sint-Leoinstituut)
- Provinciaal Technisch Instituut
- Atheneum De Tandem

## Bekende Eeklonaars
- Joseph Geirnaert (1790-1859), kunstschilder
- Jan Frans Willems (1793-1848) auteur
- Pieter Ecrevisse (1804-1879), leraar, jurist, uitgever en auteur
- Karel Lodewijk Ledeganck (1805-1847), auteur
- Polydoor Lippens (1810-1889), ingenieur
- Lionel Pussemier, (1869-1938), politicus
- Edouard Heene (1872-1947) aannemer, steenhouwer en ontwerper
- Honoré Jozef Coppieters (1874-1947), bisschop
- Rudolf Strnisko (1881-1952), bierbrouwer
- Richard Minne (1891-1965), dichter en auteur
- Irma Notteboom (1897-2007), boerin
- Jules-Victor Daem (1902–1993), bisschop
- Willy Druyts (1930-2010), atleet
- Johan Stollz (1930-2018), zanger, pianist en componist
- Noël Foré (1932-1994), wielrenner
- Jo De Meyere (1939), acteur
- Erik De Vlaeminck (1945-2015), wielrenner en wielerploegbaas
- Roger De Vlaeminck (1947), wielrenner
- Guido van Heulendonk (1951), schrijver
- Dirk Braeckman (1958), fotograaf
- Rudy Matthys (1959), wielrenner
- Koen Loete (1967), burgemeester
- Steven Van Watermeulen (1968), acteur, toneelregisseur en schrijver
- Pascale Naessens (1969), fotomodel en presentatrice
- Wim Van Den Driessche (1969), musicalacteur
- Severine Vermeire (1970), rector van de KULeuven
- Peter Van de Veire (1971), radiomaker en presentator
- Francesca Vanthielen (1972), presentatrice en actrice
- Filip D'haeze (1973), zanger
- Wim Blondeel (1973), atleet
- Veerle Blondeel (1975), atlete
- Olivier De Cock (1975), voetballer
- Roos Van Acker (1976), presentatrice
- Jonathan Sonnst (1976), auteur
- Frederik Willems (1979), wielrenner
- Malika Chaara (1980), auteur
- Kurt Hovelijnck (1981), wielrenner
- Hans Cornelis (1982), voetballer
- Kenny Belaey (1983), atleet
- Bert De Backer (1984), wielrenner
- Maarten Martens (1984), voetballer
- Thalia Van Acker (1986), atleet
- Louis Clincke (1986), wielrenner
- Tom Eeckhout (1989), muzikant

## Trivia
Naast herbakkers zijn andere bijnamen van de inwoners: dobbelgebakkenen, grebbeschijters, ovenstokers, varkens.

## Zustersteden
- Bagnols-sur-Cèze (Frankrijk)
- Newbury (Verenigd Koninkrijk)
- Braunfels (Duitsland)
- Carcaixent (Spanje)
- Feltre (Italië)

## Nabijgelegen kernen
Balgerhoeke, Kruipuit, Waarschoot, Bentille, Kaprijke